# Drip Drop
«Drip Drop» (с англ. — «Кап-кап») — песня, с которой азербайджанская певица Сафура Ализаде представила Азербайджан на конкурсе песни Евровидение 2010 в Норвегии в мае 2010 года. Авторы песни Андерс Багге, Стефан Эрн и Сандра Бьюрман. Ализаде была выбрана азербайджанским исполнителем после победы 2 марта 2010 в финале проведённого национального открытого конкурса вокалистов и её песня была отобрана жюри из азербайджанской компании İctimai Televiziya və Radio Yayımları Şirkəti (ITV) и 18 марта 2010 г. официально заявлена на международный конкурс. На конкурсе «Евровидение 2010» песня заняла 5 место.

## Чарты
| Чарт (2010)                           | Наивысшая позиция |
| ------------------------------------- | ----------------- |
| Австрия (Singles Top 75)              | 41                |
| Польша                                | 1                 |
| Бельгия (Ultratop 50 Flanders)        | 38                |
| Великобритания (UK Singles Chart)     | 181               |
| Германия (Top100 Singles)             | 26                |
| Норвегия (Singles Top 20)             | 15                |
| Россия (Airplay Detection TopHit 100) | 144               |
| Словакия (RADIO TOP100 Oficiálna)     | 46                |
| Швейцария (Singles Top 75)            | 22                |
| Швеция (Top 60 Singles)               | 40                |